# 금병주
금병주(琴秉周)는 대한민국의 기업인으로 LG상사 대표이사 사장을 역임하였다. LG상사 패션사업,에너지물자부사장을 거쳐 LG상사 대표이사 사장을 역임하며 LG그룹의 핵심 사업을 이끌었다.

## 생애
금병주 사장은 경상북도 상주시 에서 태어났다. 어린시절 부터 공부를 잘 하고, 수재 였던 금병주 사장은 풍양중학교를 거쳐 대구의 명문 사립학교 대륜고등학교에 진학했다. 고려대학교 법학대학을 졸업한 후, 럭키금성에 입사하여 LG 상사 일본지역장 전무와 LG상사 패션사업부문장,에너지물자부사장을 역임한 후, LG상사 대표이사 사장으로 취임하였다. (주)LG상사의 대표이사 사장으로서 LG그룹의 경영을 이끌었으며, 내수 시장에 주력하던 LG상사의 영업이익 2000억을 목표로 글로벌 기업 LG로 성장시킨다.

## 학력
- 대륜고등학교 졸업
- 고려대학교 법학대학 졸업

## 경력
- LG상사 대표이사 사장
- LG상사 에너지물자부문장 부사장
- LG상사 패션사업부문장 부사장
- LG상사 일본지역장 전무
- LG상사 상사CU 일본지역장 상무이사
- LG상사 석유화학그룹장 동경지사 이사

## 상훈
- LG상사 금병주 사장, 러 최고훈장 수상: 금병주 LG상사사장과 김쌍수 LG전자 부회장이 러시아 정부가 외국인에게 수여하는 친선훈장을 받았다고 1일 두 회사가 밝혔다. 친선훈장은 러시아 정부가 대통령령으로 러시아 사회·경제에 기여한 공로가 인정되는 외국인에게 주는 최고등급 훈장으로, 지금까지 한국인 수상자는 고 정주영 현대 명예회장 등 8명이었다. LG전자는 지난 9월 국내 기업으로는 처음으로 러시아에 연간 PDP 및 LCD TV 50만대, 세탁기 70만대, 냉장고 20만대, 오디오 26만대 등을 생산하는 디지털가전공장을 준공했다.
- 금병주 LG상사 사장, 일일 명예세무서장: LG상사 금병주 사장이 납세자의 날을 맞아 4일 영등포세무서에서 일일명예세무서장으로 근무했다. 금 사장은 이날 일일명예서장으로서 서장실에서 직접 집무를 보는 한편, 납세자의 날 기념식에 참석해 우수 직원 및 납세자를 표창하고, 세무서 직원들과 세정간담회를 실시했다.